# Ulvåsaätten
Ulvåsaätten var en stormannaätt med godskoncentration i Väster- och Östergötland. Anfadern Gudmar Magnusson, riddare, riksråd, lagman, känd 1291-1313, förde ett avhugget hjorthuvud, barnen ett lejon i ginstyckad, styckad eller odelad sköld. Ätten, som fått sitt sentida namn efter gården Ulvåsa, dog ut i slutet av 1300-talet, men många ättlingar på spinnsidan finns i modern tid.

## Kända medlemmar
1. Gudmar.
  1. Magnus Gudmarsson, riddare. 
    1. Katarina Birgersdotter
    2. Ingeborg Magnusdotter (Ulvåsaätten), född omkring 1327. Begravdes 1390 28/6 i Vadstena kloster (E). Ägde jord i Norra Vedbo härad (F).[2]

  2. Ulf Gudmarsson, lagman, gift med Birgitta Birgersdotter (Finstaätten) (mer känd som heliga Birgitta).
    1. Karl Ulvsson till Ulvåsa, delaktig i upproret mot Magnus Eriksson
      1. Karl Karlsson, död 1398, lagman i Närke. Gift med riksrådet Algot Magnussons (Sture) dotter Katarina.

    2. Märta Ulfsdotter
    3. Katarina Ulfsdotter
    4. Ingeborg Ulfsdotter
    5. Birger Ulfsson
    6. Bengt Ulfsson
    7. Cecilia Ulfsdotter